# Alexander Pruszyński
Alexander Florian Edward Karol Pruszyński (biał. Аляксандр Ксавер’евіч Прушынскі; ur. 4 maja 1934 w Rogoźnicy koło Grodna, zm. 4 lipca 2022 w Mińsku) – działacz polonijny, dziennikarz i wydawca związany z Grodzieńszczyzną. 

## Życiorys
Syn pisarza Ksawerego Pruszyńskiego (1907–1950) i Marii z Meysztowiczów. Jego bratem był Stanisław (Stash) Pruszyński. Urodził się w majątku dziadka Oskara Meysztowicza na Grodzieńszczyźnie. W latach 1945–1947 mieszkał w USA, później przez trzy lata w Holandii, gdzie jego ojciec Ksawery zginął w wypadku samochodowym (1950). Po powrocie do Polski w 1950 uczył się w Gimnazjum Władysława Jagiełły w Płocku, po czym podjął studia na Wydziale Samochodów i Ciągników Politechniki Warszawskiej. Uzyskał stopień magistra w Szkole Głównej Planowania i Statystyki. Od 1965 do 1972 zatrudniony w przemyśle maszynowym. W 1972 wyemigrował do Kanady, w której mieszkał do 1991. W 1981 stanął na czele redakcji pisma Słowo-Solidarność w Toronto, które jako jedyne czasopismo na zachodniej półkuli przedrukowywało artykuły z Tygodnika Solidarność. W 1982 rozpoczął wydawanie pisma Express Polski. 
Po upadku Związku Radzieckiego podjął starania o odzyskanie rodzinnego majątku na Grodzieńszczyźnie, a także próbował włączyć się w życie polityczne Białorusi m.in. kandydując w wyborach prezydenckich 1994 (ostatecznie jego kandydatury nie zarejestrowano). W 1992 rozpoczął wydawanie efemerycznego pisma Pryzmat przeznaczonego dla Polaków z Białorusi oraz innych krajów WNP. Stanął na czele Partii Chrześcijańsko-Demokratycznej. 
Deklaruje się jako przeciwnik obecnych władz w Mińsku. Jest członkiem Związku Polaków na Białorusi uznawanego przez władze polskie. Wielokrotnie był zatrzymywany i aresztowany przez białoruską policję oraz skazywany na kary grzywny za nielegalne demonstracje polityczne. W 2010 bez powodzenia ubiegał się o mandat radnego Mińska z ramienia chrześcijańskich demokratów. W 2015 ponownie wyraził chęć kandydowania w wyborach prezydenckich, ale Centralna Komisja Wyborcza odmówiła zarejestrowania jego kandydatury ze względów formalnych. 
Jedną z najpopularniejszych książek jego autorstwa jest Złote serca i złote żniwa, którą w następnych wydaniach publikowano jako Polacy–Żydzi: bilans wieków współżycia, a od 2011 (aż do teraz) pod tytułem Co Żydzi winni Polakom. Książka została także przetłumaczona na język angielski i wydana także w Kanadzie i USA. W 2014 wydał także książkę Kijowski Majdan (AGA Warszawa-Mińsk–Toronto 2014). 
Mieszkał w Mińsku, a w lecie również w Wielkiej Rohoźnicy, o oddzyskanie której w latach 90. XX wieku bezskutecznie ubiegał się. Był korespondentem torontońskiego Gońca na Białorusi.
W drugim małżeństwie żonaty z Białorusinką Tatianą, miał trzy córki i dwóch synów. Zmarł w lipcu 2022 roku, został pochowany na cmentarzu Wschodnim w Mińsku.